# Charles Doughty-Wylie
Charles Hotham Montagu Doughty-Wylie VC CB CMG (* 23. Juli 1868 in Theberton Hall, Suffolk; † 26. April 1915 auf Gallipoli) war ein britischer Berufsoffizier und Diplomat.

## Militärische Karriere
Charles „Dick“ Doughty wurde 1868 in Theberton Hall, bei Leiston, Suffolk als Sohn eines Rechtsanwalts und pensionierten Marineoffiziers geboren. Er war ein Neffe des bekannten Arabienreisenden Charles Doughty (1843–1926). Charles absolvierte 1889 die Royal Military Academy Sandhurst, erhielt sein Offizierspatent und durchlief in den folgenden Jahren die üblichen Kolonialverwendungen: Indien, Kreta (1896), Sudan (1898–99), Burenkrieg (1900), Boxeraufstand (1900) und Somaliland (1903–04), wo er eine Einheit des Somali Camel Corps führte. 1904 heiratete er Lilian Wylie in Indien, nahm den Nachnamen seiner Frau an und nannte sich fortan Doughty-Wylie.

## Britischer Konsul in der Türkei
1906 wurde er zum britischen Vizekonsul im Vilâyet Konya ernannt und erhielt später auch den Bereich des Vilâyet Adana (Kilikien) dazu. Während der jungtürkischen Revolution war er Konsul in Mersin, wo er eine wichtige Rolle im Widerstand gegen die türkischen Massaker an den Armeniern in der Region Adana im April 1909 spielte. Richard Bell-Davies, der spätere Marineflieger und Admiral, erinnert sich in seiner Autobiographie (Lit.: Sailor in the Air, 1967), dass es wesentlich Dougthy-Wylies Verdienst gewesen sei, dass die Massaker an den Armeniern in Mersin gestoppt wurden. Doughty-Wylie ging dann nach Adana und überzeugte den dortigen Wali (Gouverneur), ihm eine kleine Eskorte aus türkischen Soldaten und einen Trompeter zur Verfügung zu stellen, mit denen er die öffentliche Ordnung wiederherstellte. Mrs. Doughty-Wylie hatte ein Hospital für verwundete Armenier eingerichtet. Bell-Davies berichtet weiter, dass es Doughty-Wylie mit seinem energischen Eingreifen gelungen sei, die Übergriffe auf die Armenier in seinem Bereich fast alleine zum Stillstand zu bringen. Der Besuch in Adana unterbrach die Gewalt jedoch lediglich für kurze Zeit. In einem Gespräch mit dem Wali, teilte dieser Doughty-Wylie mit, dass er selbst nicht in der Lage sei die Gewalt aufzuhalten und forderte ihn auf selbst einzuschreiten. Im Laufe des Tages verwarf Doughty-Whylie diesen Vorschlag, nachdem er von einer verirrten armenischen Kugel verwundet wurde, verließ er Adana wieder.
Georg V. ernannte ihn dafür zum Companion of the Order of St. Michael and St. George. In den Balkankriegen von 1912/13 führte er der türkischen Armee beigegebene Rot-Kreuz-Einheiten und erhielt dafür vom Sultan den Medjidie-Orden 2. Klasse.

## Erster Weltkrieg/Gallipoli
Doughty-Wylie war 46 Jahre alt und Oberstleutnant der Royal Welch Fusiliers, als er „wegen seiner guten Kenntnis der türkischen Verhältnisse“ zum Stab Sir Ian Hamiltons, dem Oberbefehlshaber der Mediterranean Expeditionary Force während der Dardanellen-Expedition 1915 abgeordnet wurde.
Als sich am ersten Tag der Landung am Kap Helles, dem 25. April 1915, die Angriffe und Landungen aufgrund des erbitterten türkischen Widerstands festliefen, begaben sich Doughty-Wylie und ein weiterer Stabsoffizier auf eigene Initiative an den Strand, um die Lage zu erkunden. Sie stellten fest, dass viele Einheiten wegen des Todes ihrer Offiziere führungslos waren und nicht wussten, wie weiter vorzugehen sei. Der Kommandeur der 88. Brigade, Brigadier General Henry Edward Napier und sein Brigademajor waren gefallen. Also wurde ein Plan erdacht, die türkischen Positionen in der alten byzantinischen Festung Sedd el-Bahr, heute Seddülbahir, oberhalb des Ufers einzunehmen.
Am Morgen des 26. April 1915 organisierten Doughty-Wylie und Captain Garth Neville Walford einen Angriff auf das alte Fort. Die gegnerischen Positionen waren sehr gut ausgebaut und verteidigt, konnten aber durch die entschlossene Führung der beiden Offiziere schließlich eingenommen werden. Doughty-Wylie und Walford kamen dabei ums Leben. Beide erhielten postum das Victoriakreuz, die höchste britische Tapferkeitsauszeichnung. Es heißt, Doughty-Wylie habe den Angriff unbewaffnet, nur mit seinem Offiziersstöckchen, geführt.
Beide Offiziere wurden an Ort und Stelle beigesetzt. Da Walford später auf einen Friedhof umgebettet wurde, ist Doughty-Wylies Grab heute das einzige Einzelgrab eines Soldaten des Commonwealth auf Gallipoli. Sein Victoria-Kreuz ist heute im Royal Welch Fusiliers Museum in Caernarfon Castle, Gwynedd, Wales, zu sehen.

## Gertrude Bell
Doughty-Wylie hatte, obwohl verheiratet, ein Verhältnis mit der berühmten Forschungsreisenden und Abenteurerin Gertrude Bell, die er 1906 in Konia kennengelernt und 1913 in London wiedergetroffen hatte. Sie führte auf ihren späteren Reisen neben ihrem normalen Tagebuch ein zweites in Form von sehr persönlichen Briefen an ihn. Diese Briefe sind erhalten und veröffentlicht (Lit.: The Arabian Diaries, 1913–1914, 2000).
Am 17. November 1915 - noch während des Feldzugs - besuchte eine unbekannte Frau Doughty-Wylies Grab, ohne mit irgendjemandem zu sprechen. Das Rätsel um diese unbekannte Frau hat die Soldaten noch lange danach beschäftigt. Es ist nicht klar, ob diese Frau Gertrude Bell war oder Lilian Wylie, die Ehefrau, die während des Krieges als Krankenschwester an der Westfront Dienst tat.